# PRITZ
PRITZ （プリッツ、프리츠）は、韓国の女性アイドルグループ。PANDAGRAM所属。

## 来歴
2014年5月17日東大門ミリオレ舞台にてデビュー公演。公式のデビュー日はデビューショーケースを行った2014年6月28日とされている。グループ名は「怖い近所のかわいい特攻隊」（Pretty Rangers In Terrible Zone)の略称。
デビューした2014年にナチスの軍服風のコスチューム（シンボル等は入っていない）を着ていたとして批判を受けた。
2015年6月4日所属事務所よりPRITZの活動休止が発表され、日本のLIVE公演を含む全てのスケジュールがキャンセルされた。